# Публій Сілій Нерва (консул-суффект)
Публій Сілій (лат. Publius Silius), також Публій Сілій Нерва (лат. Publius Silius Nervae; ? — після 3) — державний та військовий діяч часів ранньої Римської імперії, консул-суффект 3 року.

## Життєпис
Походив з патриціанського роду Сіліїв Нерв. Син Публія Сілія Нерви, консула 20 року до н. е., та Копонії. Про молоді роки нічого невідомо. У 2 році служив військовим трибуном у провінціях Фракія та Македонія. У 3 році став консулом-суффектом разом з Луцієм Волузієм Сатурніном. Про каденцію та подальшу долю відсутні відомості.

## Родина
- Публій Сілій Нерва, консул 28 року